# W. E. B. Du Bois's Data Portraits: Visualizing Black America
W. E. B. Du Bois's Data Portraits: Visualizing Black America és un llibre creat per Whitney Battle-Baptiste i Britt Rusert sobre l'obra de l'activista pels drets civils afroamericà W. E. B. Du Bois. Du Bois és conegut sobretot per la seva imaginació sociològica i el seu innovador llibre de filosofia racial, The Souls of Black Folk. Però l'escriptor, historiador i activista panafricà pels drets civils també tenia una ment visual notable. va ser dissenyador i conservador de la cultura negra, els exemples més explícits van ser els seus retrats de dades, que visualitzaven les complexitats de la segregació racial, que va anomenar "la línia de color".
The Souls of Black Folk, publicat el 1903, ha repercutit en discursos acadèmics i públics durant més d’un segle per la seva astuta i permanent anàlisi racial. Però, abans de la publicació d'aquest text emblemàtic, Du Bois va visualitzar la seva noció de doble consciència en retrats de dades modernistes a l'Exposició de París del 1900. Les infografies formaven part de l'Exposició de negres americans, que Du Bois va anomenar "una exposició honesta i directa d’una petita nació de persones, que representa la seva vida i el seu desenvolupament sense disculpes ni brillantor, i sobretot feta per ells mateixos”.

## Història
Durant el 1900 va haver-hi finançament governamental per a l'estudi del Negre americà per específicament mostrar-lo a l'Exposició Universal de París d'aquell mateix any, aquesta comptava, com a part del pavelló dels Estats Units, amb una instal·lació dedicada a demostrar el recent progrés social dels afroamericans habitants d'aquest país. Thomas Junius Calloway, funcionari del govern, va recórrer a W. E. B. Du Bois, col·lega seu durant el període d'estudi universitari a Fisk University (Nashville, ⁣E.E.U.U.), quan aquest acabà d'escriure el seu primer llibre "The Philadelphia Negro" (el negre de Filadèlfia) l'any 1899. A través del seu treball de l'obra anterior, Du Bois va poder entrevistar i visitar les comunitats convivint amb elles i també va entendre com combinar les dades rebudes amb la vida quotidiana. Com a persona negra, les seves interaccions amb les comunitats eren diferents, ell volia saber l'estil de vida que portaven dins Filadèlfia. Per aquesta raó es diu que Calloway escollí a Du Bois per crear l'exhibició de "American Negro".
No només hauria de fer un estudi, també hauria de traduir-lo en imatges per la seva exposició al pavelló. Com a resultat de l'encàrrec, es van dissenyar aproximadament 60 làmines amb mapes, gràfiques i altres dispositius que van ser dividits en dos conjunts: "The Geòrgia Negre: A Social Study" i "A Series of Statistical Charts Illustrating the Condition of the Descendants of Former African Slaves Now in Residence in the United States of America ".

## Descripció
Per primera vegada, tots els retrats de dades es van compilar en un llibre publicat per la Princeton Architectural Press, W.E.B. Du Bois’s Data Portraits: Visualizing Black America, editat per Whitney Battle-Baptiste i Britt Rusert, incloent-hi assajos d'Aldon Morris, Mabel O. Wilson i Silas Munro. El llibre commemora el 150è aniversari del naixement de Du Bois i anota la seva infografia que ara té 119 anys, però encara sorprenentment rellevant, com a representacions sociològiques oportunes i objectes d’art. Com assenyalen Battle-Baptiste i Rusert, els seus gràfics no només ajudaven a "comunicar dades", sinó que també "generaven nous patrons i coneixement a través del mateix acte de visualització".
L'obra va estar plena d'informació, llibres, art, escultura feta per Afroamericans, imatges de col·legis negres que ensenyaven als estudiants l'art de la costura, fornejar, l'agricultura, entre d'altres, tot això perquè volia mostrar una part d'Amèrica que sabia que els europeus no s'esperaven veure. A la mateixa vegada volia exposar a la zona rural del sud d'Amèrica, que era el centre de l'esclavitud, com els afroamericans tenien els seus propis negocis, cases, gastaven els seus diners, on els nivells educacionals havien millorat. El que ressalta de les seves infografies és que eren accessibles per a tothom, independentment de la llengua, alfabetització, origen, etc. Com es demostra al llarg d'aquest llibre, aquestes van complir amb la difícil tasca de ser prou atractives per transmetre un missatge clar a un públic ampli.
S'observava en elles "pintures" i dibuixos que representaven la informació que ell havia recollit. Per Du Bois, poder ser capaç d'obtenir totes les dades, quan en aquells temps els sociòlegs blancs no havien aconseguit implicar la comunitat negra, va ser un triomf. Les infografies van ser importants per veure més enllà de la raça i els estereotips per veure com era l'Amèrica del 1900.
Aquest llibre té la particularitat de donar-li un lloc preeminent a la reproducció de totes les làmines de l'exposició, conservant fins i tot l'ordre en què van ser mostrades. La cura en l'ús del color i la qualitat en la impressió de les imatges ens dona una idea clara del poder comunicatiu que van tenir en l'època en què van ser exhibides per primer cop.
Els editors del llibre sostenen que les làmines de Du Bois són producte del desenvolupament de les ciències estadístiques i la sociologia durant el segle xix, i que aquestes van tenir una influència per combatre l'esclavitud als Estats Units. Però, segons ell, aquestes imatges també van prefigurar la manera en la qual en el futur es realitzarien tant la recollida de dades com el disseny amb què es presentaven. El tipus de solucions plàstiques presents en les imatges del llibre van ser importantíssimes per als moviments de reivindicació afroamericana al segle xx. D'altra banda, un dels conceptes més interessants en què es recolza el llibre és un estudi detallat de les anomenades "polítiques de la visualitat", desenvolupades per Du Bois al llarg dels seus nombrosos textos. Reprenent el terme de "consciència doble" (terme utilitzat per descriure l'experiència de sempre veure a un mateix a través dels ulls d'un altre) ideat pel sociòleg i escriptor.

## Influència
Les infografies han inspirat artistes i analistes de dades del segle XXI que encara s’encaren als enigmes centenaris d’autonomia i opressió dels negres.
Theaster Gates, l'artista nascut a Chicago que visualitza la teoria social a través de la instal·lació, l'escultura i la planificació urbana, diu que es va trobar amb els retrats de dades mentre estudiava la vida de Du Bois el 2011. Posteriorment, va reutilitzar les imatges per a una sèrie de pintures simbòliques que van reconfigurar la infografia, que es va mostrar per primera vegada a l'exposició But To Be A Poor Race, inspirada en Du Bois, a Regen Projects de Los Angeles.